# كالترفيل (إلينوي)
كالترفيل (بالإنجليزية: Coulterville)‏ هي معلم جغرافي تقع في الولايات المتحدة في إلينوي. يقدر عدد سكانها بـ 945 نسمة .

## الموقع الجغرافي
الموقع الجغرافي للمناطق المحيطة بهذه النقطة هو كالتالي:

## أعلام
- والتر إيست
- نيك كال